# The Bootleg Series Vol. 5: Bob Dylan Live 1975, The Rolling Thunder Revue
Albums de Bob Dylan
Love and Theft
(2001) The Bootleg Series Vol. 6
(2004)
The Bootleg Series Vol. 5: Bob Dylan Live 1975, The Rolling Thunder Revue est un album live de Bob Dylan sorti en 2002. Il illustre le premier segment de la Rolling Thunder Revue, qui n'était jusqu'alors immortalisée que par l'album Hard Rain, enregistré et sorti en 1976.

## Titres
Toutes les chansons sont écrites et composées par Bob Dylan, sauf indication contraire.
| Disque 1 | Disque 1                                           | Disque 1    | Disque 1 | Disque 1 | Disque 1 | Disque 1 | Disque 1 | Disque 1 | Disque 1 |
| No       | Titre                                              | Auteur      | Durée    |          |          |          |          |          |          |
| -------- | -------------------------------------------------- | ----------- | -------- | -------- | -------- | -------- | -------- | -------- | -------- |
| 1.       | Tonight I'll Be Staying Here With You              |             | 3:55     |          |          |          |          |          |          |
| 2.       | It Ain't Me Babe                                   |             | 5:25     |          |          |          |          |          |          |
| 3.       | A Hard Rain's a-Gonna Fall                         |             | 5:16     |          |          |          |          |          |          |
| 4.       | The Lonesome Death of Hattie Carroll               |             | 5:25     |          |          |          |          |          |          |
| 5.       | Romance in Durango                                 | Dylan, Lévy | 5:22     |          |          |          |          |          |          |
| 6.       | Isis                                               | Dylan, Lévy | 5:11     |          |          |          |          |          |          |
| 7.       | Mr. Tambourine Man                                 |             | 5:39     |          |          |          |          |          |          |
| 8.       | Simple Twist of Fate                               |             | 4:17     |          |          |          |          |          |          |
| 9.       | Blowin' in the Wind (chantée avec Joan Baez)       |             | 2:43     |          |          |          |          |          |          |
| 10.      | Mama, You Been on My Mind (chantée avec Joan Baez) |             | 3:11     |          |          |          |          |          |          |
| 11.      | I Shall Be Released (chantée avec Joan Baez)       |             | 4:33     |          |          |          |          |          |          |
| 50:57    |                                                    |             |          |          |          |          |          |          |          |

- Les titres 1 et 3 ont été enregistrés au Forum de Montréal le 4 décembre 1975.
- Les titres 2, 5, 8 et 9 ont été enregistrés au Harvard Square Theatre de Cambridge le 20 novembre.
- Les titres 4, 6, 7, 10 et 11 ont été enregistrés au Boston Music Hall le 21 novembre 1975.

| Disque 2 | Disque 2                                               | Disque 2     | Disque 2 | Disque 2 | Disque 2 | Disque 2 | Disque 2 | Disque 2 | Disque 2 |
| No       | Titre                                                  | Auteur       | Durée    |          |          |          |          |          |          |
| -------- | ------------------------------------------------------ | ------------ | -------- | -------- | -------- | -------- | -------- | -------- | -------- |
| 1.       | It's All Over Now, Baby Blue                           |              | 4:34     |          |          |          |          |          |          |
| 2.       | Love Minus Zero/No Limit                               |              | 3:13     |          |          |          |          |          |          |
| 3.       | Tangled Up in Blue                                     |              | 4:41     |          |          |          |          |          |          |
| 4.       | The Water Is Wide (traditionnel)                       |              | 5:16     |          |          |          |          |          |          |
| 5.       | It Takes a Lot to Laugh, It Takes a Train to Cry       |              | 3:12     |          |          |          |          |          |          |
| 6.       | Oh, Sister                                             | Dylan, Lévy  | 4:04     |          |          |          |          |          |          |
| 7.       | Hurricane                                              | Dylan, Lévy  | 8:15     |          |          |          |          |          |          |
| 8.       | One More Cup of Coffee                                 | Valley Below | 4:14     |          |          |          |          |          |          |
| 9.       | Sara                                                   |              | 4:29     |          |          |          |          |          |          |
| 10.      | Just Like a Woman                                      |              | 4:31     |          |          |          |          |          |          |
| 11.      | Knockin' on Heaven's Door (chantée avec Roger McGuinn) |              | 4:22     |          |          |          |          |          |          |
| 50:51    |                                                        |              |          |          |          |          |          |          |          |

- Les titres 1 et 2 ont été enregistrés au Forum de Montréal le 4 décembre 1975.
- Le titre 7 a été enregistré au Memorial Auditorium de Worcester le 19 novembre 1975.
- Le titre 11 a été enregistré au Harvard Square Theatre de Cambridge le 20 novembre.
- Tous les autres titres du disque 2 ont été enregistrés au Boston Music Hall le 21 novembre 1975.

## Musiciens
- Bob Dylan : chant, guitare acoustique, guitare électrique
- Joan Baez : chant, guitare acoustique
- David Mansfield : dobro, mandoline, violon, guitare électrique
- Roger McGuinn : chant, guitare électrique
- Bob Neuwirth : chant, guitare acoustique
- Scarlet Rivera : violon
- Luther Rix : batterie, percussions, congas
- Mick Ronson : guitare électrique
- T-Bone Burnett : guitare électrique, piano
- Steven Soles : chant, guitare acoustique
- Rob Stoner : basse
- Howie Wyeth : batterie, piano
- Ronee Blakley : chant